# 하승철 (정치인)
하승철(河勝喆, 1964년 10월 25일~)은 대한민국의 정치인이다. 제45대 경상남도 하동군수(2022. 7.~)이다.

## 학력
- 진주봉원국민학교(졸업)
- 진주남중학교(졸업)
- 진주동명고등학교(졸업)
- 부산대학교 법과대학(행정학 학사)
- 인제대학교 행정대학원(행정학 석사)
- 경상국립대학교 행정대학원(행정학 박사과정 수료)

## 경력
- 1997. 4. 진주시청
- 경상남도청 기획관리실 감사관
- 경상남도청 기획관리실 공보관
- 2009. 7. 제18대 경상남도 하동군 부군수
- 2012. 1. 제44대 경상남도 인재개발원 원장
- 2013. 1. 경상남도청 도시교통국 국장
- 2013. 12.~2014. 12. 경상남도청 경제통상본부 본부장
- 2014. 12.~2015. 12. 제17대 경상남도 진주시 부시장
- 2015. 12. 경상남도의회 사무처장
- 2016. 12. 경상남도청 재난안전건설본부 본부장
- 2017. 12. 경상남도청 서부권지역본부 본부장
- 2019. 3.~2021. 8. 제7대 부산진해경제자유구역청 청장
- 2022. 7.~ 제45대 경상남도 하동군 군수
- 2023. 9.~ 인구감소지역 시장‧군수‧구청장 협의회 부회장

## 수상
- 2012 근정포장

## 역대 선거 결과
| 실시년도 | 선거      | 대수 | 직책 | 선거구      | 정당   | 득표수   | 득표율          | 순위 | 당락 | 비고           |
| -------- | --------- | ---- | ---- | ----------- | ------ | -------- | --------------- | ---- | ---- | -------------- |
| 2022년   | 지방 선거 | 45대 | 군수 | 경남 하동군 | 무소속 | 13,027표 | \| \| 46.32% \| | 1위  |      | 초선, 민선 8기 |
|          | 46.32%    |      |      |             |        |          |                 |      |      |                |

| 전임 진양현 | 제7대 부산진해경제자유구역청 청장 2019년 3월 22일~2021년 8월 31일 | 후임 김기영 |

| 전임 윤상기 | 제45대 경상남도 하동군수 2022년 7월 1일~ |  |